# موش کور طلایی ویساژی
موش کور طلایی ویساژی(نام علمی: Chrysochloris visagiei) نام یک گونه از سرده زرین‌سبزها است.